# Guniak rudorogi
Guniak rudorogi (Amphimallon ruficorne) – gatunek chrząszcza z rodziny poświętnikowatych i podrodziny chrabąszczowatych. Zamieszkuje środkową część Europy.

## Taksonomia
Gatunek ten opisany został po raz pierwszy w 1775 roku przez Johana Christiana Fabriciusa pod nazwą Melolontha ruficorne.

## Morfologia
Chrząszcz o owalnym w zarysie ciele długości od 11 do 12,5 mm, ubarwionym żółtobrunatnie z przyciemnionymi głową, przedpleczem, szwem i wierzchołkiem pokryw oraz brunatnymi odnóżami. Na powierzchni głowy występuje jasne owłosienie, stosunkowo mocne punktowanie, a czasem też słabo wyrażona linia czołowa. Czułki buduje dziewięć członów. Przedplecze jest cienko i delikatnie obrzeżone, porośnięte jednorodnym, długim, sterczącym owłosieniem. Pokrywy mają punktowanie stosunkowo silne i prawie równomierne, a owłosienie stosunkowo gęste, przylegające, krótkie, ku tyłowi coraz krótsze. Krótkie i rzadkie jest owłosienie na pygidium. Przednia para odnóży ma golenie z ostrogą wierzchołkową położoną na poziomie wierzchołka drugiego z trzech obecnych na nich zębów.

## Ekologia i występowanie
Owad rozmieszczony od nizin po obszary pagórkowate. Jest ciepłolubny. Zasiedla trawiaste tereny otwarte. Aktywne osobniki dorosłe spotyka się od czerwca do lipca. Latają po zachodzie słońca, a według niektórych źródeł także rano i po południu.
Gatunek palearktyczny, środkowoeuropejski, znany z Francji, Belgii, Holandii, Luksemburga, Niemiec, Szwajcarii, Polski, Czech, Słowacji, Węgier, Białorusi, Ukrainy i Rumunii. Większość doniesień o występowaniu tego guniaka w Polsce pochodzi z XIX wieku, a wiarygodne z nich odnoszą się do południa kraju. Jedynym w miarę współczesnym stanowiskiem jest rezerwat Skowronno w Niecce Nidziańskiej, gdzie owada tego odnotowano w latach 80. XX wieku. Na „Czerwonej liście zwierząt ginących i zagrożonych w Polsce” umieszczony został jako gatunek zagrożony o niedostatecznie poznanym statusie (DD). Z kolei na „Czerwonej liście gatunków zagrożonych Republiki Czeskiej” znalazł się jako gatunek krytycznie zagrożony wymarciem (CR).